# Saison 2023-2024 de la Section paloise
Cette page présente la saison 2023-2024 de la Section paloise en Top 14 et en Challenge Cup.

## La saison

### En Top 14

#### Phase aller

##### Avant la trêve pour la Coupe du monde 2023
Pour la première journée de la saison de Top 14, la Section paloise affronte le Castres olympique au stade Pierre-Fabre. Les joueurs Béarnais mènent 23 à 21 juste avant la sirène de fin de match avant une action en mêlée pénalisée, la pénalité étant transformée par Pierre Popelin. Les Palois s'inclinent d'un point (23 à 24) mais ramène le point de bonus défensif du Tarn.
Pour la 2e journée de championnat, les Palois s'imposent au stade du Hameau face au Racing 92, 19 à 17, grâce à un essai de Nathan Decron en début de match et le reste des points est inscrit au pied par Joe Simmonds. Pour son retour au Hameau sous les couleurs du Racing, Jordan Joseph inscrit un essai juste avant la fin du match.
Pour la 3e journée de championnat, les Palois reçoivent le Lyon OU. Après une première mi-temps serrée, 10 partout, les Palois infligent un 30 à 0 aux Lyonnais en deuxième mi-temps grâce au pied de Simmonds et trois essais de Théo Attissogbé, Clément Laporte et Jack Maddocks (qui a aussi inscrit un essai en première mi-temps) pour s'imposer 40 à 10 avec le bonus offensif.
Le championnat est ensuite en pause durant presque deux mois en raison de la Coupe du monde 2023.

##### Après la trêve pour la Coupe du monde 2023
Après deux mois d'arrêt, la Section paloise se déplace au stade Aimé-Giral pour y défier l'USA Perpignan pour le compte de la 4e journée de Top 14. Les Béarnais sont menés 14 à 0 au bout de 35 minutes de jeu avant l'essai de Samuel Ezeala à la 40e minute. À la mi-temps, les Béarnais sont menés 7 à 14. En deuxième mi-temps, les Palois mettent la main sur le jeu et inscrivent quatre essais par l'intermédiaire de Sacha Zegueur, de nouveau Samuel Ezeala, Jack Maddocks et Thibault Daubagna. Un essai de Posolo Tuilagi empêche les Palois de repartir de Catalogne avec le point de bonus offensif. La Section paloise s'impose 39 à 24 et prend la tête du classement.
Pour la 5e journée, la Section paloise reçoit le champion de France en titre, le Stade toulousain, en tant que leader du Top 14. À l'issue de la première mi-temps, les Palois virent en tête sur le score de 10 à 9 grâce à un essai de Reece Hewat et cinq points au pied de Joe Simmonds contre neuf points au pied de Melvyn Jaminet pour Toulouse. Lors du deuxième acte, seul trois points sont inscrits par la Section paloise qui remporte le match 13 à 9 et conserve la 1re place du championnat.
Pour la 6e journée, la Section paloise reçoit l'Union Bordeaux Bègles. Après un essai non transformé à la 10e minute de Ben Tapuai pour l'UBB, les Palois se reprennent et inscrivent un essai à la 25e minute grâce à Youri Delhommel, transformé par Joe Simmonds qui a, auparavant, inscrit deux pénalités permettant aux Béarnais de mener 13 à 5 à la mi-temps. En début de deuxième mi-temps, deux pénalités réussites par Maxime Lucu permettent aux girondins de revenir à deux points des Palois. Mais à la 55e minute, sur un effort collectif, Facundo Gigena aplatit sous les poteaux. Durant les vingt dernières minutes, les Bordelais butent sur une défense béarnaise qui ne cède pas. Les Palois signent une cinquième victoire consécutive sur le score de 20 à 11.
Pour la 7e journée, la Section paloise se déplace au stade Jean-Dauger pour défier l'Aviron bayonnais en tant que co-leader du Top 14. Le match commence mal avec la perte de Clément Laporte dès la 4e minute sur blessure. La première mi-temps est à sens unique pour les joueurs basques qui mène 24 à 9 à la mi-temps grâce à trois essais de Lucas Paulos, Pierre Huguet et Federico Mori. Au retour des vestiaires, il y a une courte réaction paloise avec l'essai de Samuel Ezeala à la 47e minute. Finalement, les Palois s'inclinent 35 à 16 face aux Bayonnais et descendent à la 4e place du classement, à un point du leader.
Pour la 8e journée, la Section reçoit le Stade français Paris, leader du Top 14. Un match où la défense paloise n'a pas cédé, laissant seulement six points au pied à Joris Segonds (dont un drop) et inscrivant trois essais par Sacha Zegueur, Mickaël Capelli et Luke Whitelock, permettant aux Palois de glaner le bonus offensif.
Pour la 9e journée, les Palois se déplacent au stade Mayol pour défier le RC Toulon. Le match est à sens unique pour les Toulonnais qui mènent 24 à 5 à la pause, le score nul et vierge pour les Palois est évité grâce au premier essai de la saison d'Émilien Gailleton. La seconde mi-temps est mieux pour les Béarnais mais ces derniers font preuve d'indiscipline. Finalement, les Toulonnais s'imposent 36 à 13 avec le bonus offensif.
Pour la 10e journée, la Section paloise reçoit l'ASM Clermont au stade du Hameau. À l'issue d'un premier acte marqué par la maladresse des deux équipes (cinq mêlées après un quart d'heure de jeu), les Palois virent en tête, 10 à 3, grâce à une pénalité de Joe Simmonds et un essai transformé de Siegfried Fisi'ihoi, contre une pénalité d'Anthony Belleau pour les Auvergnats. En deuxième mi-temps, les Béarnais inscrivent deux essais supplémentaires par l'intermédiaire de leur maître à jouer, Joe Simmonds, et l'ailier fidjien Aminiasi Tuimaba. Les Clermontois sauvent l'honneur avec l'essai d'Étienne Fourcade. Finalement, les Palois s'imposent 22 à 11 et reprennent la deuxième place du classement.
Pour la 11e journée, la Section paloise se déplace au stade Charles-Mathon pour défier le promu Oyonnax Rugby. La première mi-temps est équilibrée avec une pénalité pour Domingo Miotti pour les Oyomens, puis la réponse de Joe Simmonds en début de match avant l'essai de Darren Sweetnam, puis la réponse avec l'essai de Beka Gorgadze. Jonathan Ruru inscrit un essai juste avant la mi-temps et permet à Oyonnax de mener 15 à 10 à la pause. En deuxième mi-temps, les Palois n'inscrivent que trois points, tandis que Domingo Miotti profite des fautes paloises pour alourdir le score et la rencontre se conclut par un essai de l'ancien palois, Daniel Ikpefan, à la 79e minute pour donner un score final de 34 à 13 pour les joueurs d'Oyonnax. La Section paloise retombe à la 4e place du classement.
Pour la 12e journée, la Section paloise reçoit le Stade rochelais au Hameau. La première mi-temps est équilibrée et se joue essentiellement au pied avec trois pénalités de Joe Simmonds et de même pour Hugo Reus. Samuel Ezeala inscrit un essai juste avant la pause, non transformée, qui permet aux Palois de virer en tête, 14 à 9, à la mi-temps. Au retour des vestiaires, les Béarnais encaissent une nouvelle pénalité et un essai de Judicaël Cancoriet, permettant aux Rochelais de passer devant. Les pénalités s'enchaînent de part et d'autre et le score est de 20 à 22 pour La Rochelle à trois minutes de la fin du match avant l'essai de Teddy Thomas, transformé par Hugo Reus qui scelle le score à 20 à 29. Les Palois subissent leur première défaite de la saison à domicile et tombe à la 6e place du classement.
Pour la 13e journée, les joueurs palois se déplacent au GGL Stadium pour défier le Montpellier Hérault Rugby. Grâce à une interception de Dan Robson, les Palois inscrivent un essai dès la première minute du match, transformé par Joe Simmonds. Côté montpelliérain, Jan Serfontein inscrit un essai, transformé par Louis Carbonel. À la mi-temps, les deux équipes sont à égalité, 10 à 10. En deuxième période, le match reste serré avec deux essais montpelliérains par Florian Verhaeghe et Arthur Vincent contre un pour les Béarnais par Mehdi Tlili. Finalement, les Palois s'inclinent 17 à 22 et obtiennent le point de bonus défensif.
La Section paloise termine la phase aller à la 6e place du classement avec un bilan de sept victoires et six défaites.

#### Phase retour
Pour la 14e journée, les Palois reçoivent le Castres olympique. Les Palois inscrivent deux essais en moins de six minutes par Dan Robson et Émilien Gailleton et mènent 14 à 0. Mais Vilimoni Botitu (9e minute) et Pierre Popelin (15e minute) ramènent les Castrais à égalité. Un troisième essai de Jack Maddocks permet aux Palois de virer en tête (27 à 21) à la mi-temps. En seconde période, un essai de pénalité et un de Yann Peysson, plus le pied de Louis Le Brun condamnent les Béarnais à une deuxième défaite de rang à domicile sur le score de 33 à 44.
Pour la 15e journée, les Palois se déplacent au stade Chaban-Delmas pour défier l'Union Bordeaux Bègles. Grâce à deux essais en première mi-temps d'Axel Desperes et de Samuel Ezeala, plus le pied de Thibault Daubagna, les Palois mènent 20 à 3 à la mi-temps. La deuxième mi-temps est une attaque-défense où les Girondins inscrivent un essai par Guido Petti Pagadizábal contre zéro point béarnais. Finalement, les Palois s'imposent en terre girondine sur le score de 20 à 10. Le fait du match est que les joueurs palois ont réussi 256 plaquages, battant le record de plaquages sur un match de Top 14 depuis 2010.
Pour la 16e journée, les Palois s'imposent 17 à 9 au Stade du Hameau face au RC Toulon grâce à deux essais transformés de Thibault Daubagna et Luke Whitelock (sur une interception) et une pénalité d'Axel Desperes, contre trois pénalités de Melvyn Jaminet. Les Palois retrouvent ainsi le Top 6 du championnat (5e place).
Pour la 17e journée, les Palois se déplacent au stade Jean-Bouin pour y défier le Stade français Paris. Après une première mi-temps serrée, où les Palois virent en tête (9 à 8) grâce à trois pénalités (2 pour Thibault Debaes et une pour Axel Desperes) contre 1 essai de Sekou Macalou et une pénalité de Zack Henry, la deuxième mi-temps est plus compliquée pour les Béarnais. La Section n'inscrit que trois points par Debaes et encaisse trois essai par Lucas Peyresblanques, Romain Briatte et un nouveau de Macalou. Les Palois s'inclinent 25 à 12 en terre parisienne.
Pour la 18e journée, la Section paloise reçoit l'Aviron bayonnais. Après une pénalité réussite par Joe Simmonds, les Palois inscrivent un essai de 70 mètres par Jack Maddocks. Après deux essais refusés aux Bayonnais, les Basques inscrivent un essai par Arnaud Erbinartegaray. Samuel Ezeala inscrit un nouvel essai juste avant la mi-temps et permet aux Palois de retourner aux vestiaires en menant 15 à 5. En deuxième mi-temps, les Bayonnais inscrivent quatre essais par Rémy Baget, Vincent Giudicelli, Uzair Cassiem et Mateo Carreras, ainsi qu'un essai de pénalité. Les Palois inscrivent deux essais avec un second pour Ezeala et un pour Théo Attissogbé. Finalement, les Palois s'imposent 42 à 40.
Pour la 19e journée, la Section paloise se déplace au stade Marcel-Michelin face à l'ASM Clermont. Les Palois inscrivent un essai dès la 7e minute grâce à Émilien Gailleton. À la 14e minute, Fritz Lee permet aux Clermontois de revenir au score en inscrivant un essai. À la 27e minute, Samuel Ezeala redonne l'avantage aux Béarnais par un essai. Mais les Palois cèdent de nouveau juste avant la mi-temps en encaissant deux essais coup sur coup par Peceli Yato (39e) et Joris Jurand (40e). À la mi-temps, l'ASM mène 21 à 14. En début de second mi-temps, Benjamín Urdapilleta inscrit une pénalité. Baptiste Jauneau répond par un essai à la 59e minute à l'essai inscrit par Théo Attissogbé deux minutes avant. En fin de match, Youri Delhommel inscrit un essai permettant aux Palois de récupérer le point de bonus défensif. Les Béarnais s'inclinent 28 à 31 et retombent à la 8e place.
Pour la 20e journée, les Palois se déplacent au stade Ernest-Wallon pour affronter le Stade toulousain. Dans un match de haute volée, les toulousains inscrivent cinq essais par Santiago Chocobares, Peato Mauvaka, Jack Willis, Emmanuel Meafou et Matthis Lebel. Les Béarnais inscrivent un essai dès la 4e minute par Émilien Gailleton. Puis, Théo Attissogbé inscrit un essai juste avant la mi-temps, puis un deuxième juste après la pause. Enfin, Eliott Roudil inscrit son premier essai de la saison à la 68e minute. C'est l'essai de Lebel juste avant la sirène qui donne la victoire aux Toulousains sur le score de 31 à 29. La Section paloise repart avec le point de bonus défensif et a été proche d'être la première équipe de la saison à faire tomber les Toulousains chez eux.
Pour la 21e journée, la Section paloise reçoit le Montpellier Hérault Rugby. La première mi-temps est équilibrée avec un score final de 18 à 13 pour les Béarnais grâce aux essais de Luke Whitelock et Nathan Decron, plus huit points au pied de Joe Simmonds contre un essai d'Auguste Cadot et huit points au pieds de Louis Carbonel. En seconde mi-temps, un essai transformé d'Axel Desperes et deux pénalités de Joe Simmonds porte le score palois à 31 contre deux essais montpelliérains inscrits par Anthony Bouthier et Masivesi Dakuwaqa. Les Palois s'imposent 31 à 23.
Pour la 22e journée, la Section paloise se déplace au stade de Gerland pour affronter le Lyon OU. Les Lyonnais dominent la première mi temps grâce à trois essais transformés (transformation par Léo Berdeu) de Baptiste Couilloud, Davit Niniashvili et Monty Ioane. Les Palois limitent la casse grâce à une pénalité de Joe Simmonds et un essai transformé de Lucas Rey. À la mi-temps, les Lyonnais mènent 21 à 10. La second mi-temps débute mal avec un essai non transformé de Joel Kpoku à la 50e minute portant le score à 26 à 10. Jérôme Rey porte le score à 31 à 10 avant la transformation réussite par Berdeu. Les Palois réagissent en fin de match grâce à deux essais non transformés en trois minutes par Beka Gorgadze (69e) et Samuel Ezeala (72e), ramenant le score à 33 à 20. Mais à la 76e minute, Alexandre Tchaptchet clos le score avec un sixième essai lyonnais. Défaite paloise 20 à 38.
Pour la 23e journée, les Béarnais reçoivent Oyonnax Rugby au stade du Hameau. Un match à sens unique durant lequel les Palois inscrivent cinq essais par Beka Gorgadze, Thibault Daubagna, Jack Maddocks, Émilien Gailleton et le premier essai avec la Section de Sam Whitelock contre deux pour Oyonnax par Lucas Mensa et Benjamin Geledan. Les Palois s'imposent 39 à 17 avec le bonus offensif et remontent à la 7e place du classement.
Pour la 24e journée, les Palois se déplacent au stade Marcel-Deflandre pour affronter le Stade rochelais. Le match débute mal pour les Béarnais avec un essai de Jack Nowell à la 7e minute et deux cartons jaunes en moins de vingt minutes pour Jack Maddocks (5e minute) et Thibault Daubagna (19e minute). Une pénalité d'Antoine Hastoy et une de Joe Simmonds donne un score de 11 à 3 pour les Rochelais à la mi-temps. Un essai de pénalité pour les Rochelais et deux pénalités de Simmonds, font que le score est de 18 à 9 à dix minutes de la fin du match. À la 72e minute, Jules Favre inscrit un essai transformé portant le score à 25 à 9. Mais sur cette fin de match, les Palois vont pousser et être récompensé par un essai transformé de Siate Tokolahi à la 76e minute, puis un essai de pénalité sur la sirène. Les Palois s'inclinent 23 à 25, ramenant le point de bonus défensif, leur permettant de rester à la 7e place du classement à un point du Racing 92, leur prochain adversaire.
Pour la 25e journée, les Palois défient le Racing 92 au stade de l'Abbé-Deschamps à Auxerre. Les Racingmens profitent des imprécisions paloises et des largesses défensives béarnaises pour inscrire trois essais par Josua Tuisova, Camille Chat et Jordan Joseph contre seulement une pénalité de Joe Simmonds. À la mi-temps, les Franciliens mènent 24 à 3. En deuxième mi-temps, les joueurs de la Section sont plus inspirés mais font preuves d'imprécision. Ils inscrivent deux essais par Axel Desperes et Thibaut Hamonou, tandis que le Racing 92 n'inscrit aucun point durant le second acte. Le Racing s'impose 24 à 15 et prend une option pour les phases finales alors que pour les Palois, ces dernières s'éloignent et ils ne seront plus maître de leur destin lors de la dernière journée.
Pour la 26e journée, les Béarnais reçoivent l'USA Perpignan. Les Béarnais débutent fort le match avec trois essais en moins de 30 minutes par Jack Maddocks, Théo Attissogbé et Émilien Gailleton, tous transformés, et mène alors 21 à 0 à la demi-heure de jeu. Les Catalans se reprennent dans les dix dernières minutes en inscrivant deux essais non transformés par Louis Dupichot et Lorencio Boyer Gallardo. À la mi-temps, les locaux mènent 21 à 10. Dès le retour des vestiaires, Joaquín Oviedo inscrit un essai que Jake McIntyre transforme (21 à 17). Joe Simmonds passe une pénalité à la 54e minute, puis un essai de pénalité à la 60e minute redonne de l'avance aux Palois (31 à 17). Lucas Dubois inscrit un essai à la 74e minute, transformé par Matteo Rodor (31 à 24). Pour finir le match et clôturer sa carrière, Sam Whitelock inscrit un dernier essai et permet à son équipe de s'imposer 36 à 24. Néanmoins, ce match est entaché par une bagarre en tribune entre les supporters palois et catalans.
La Section paloise termine la saison à la 9e place du classement et ne se qualifie pas pour les phases finales du Top 14.

### En Challenge Cup

#### Phase de groupe
Pour cette saison 2023-2024 de Challenge Cup, la Section paloise est dans la poule A avec les Sharks, les Cheetahs, le Zebre Parma, les Dragons RFC et Oyonnax Rugby.
Pour la 1re journée, les Palois se déplacent au Kings Park Stadium de Durban pour défier les Sharks avec une équipe rajeunie et fortement remaniée. Après une première mi-temps à sens unique, les Palois repartent au vestiaire en étant menés 24 à 5. En deuxième mi-temps, les Sud-Africains infligent un 21 à 0 aux Palois pour un score final de 45 à 5. À noter que durant ce match, Grégoire Arfeuil marque son premier essai en équipe professionnelle, à l'âge de 19 ans, Josselin Bouhier et Thomas Souverbie disputent le premier match de leur carrière professionnelle à, respectivement, 20 ans et 19 ans.
Pour la 2e journée, la Section paloise reçoit les gallois des Dragons RFC. Ce match se résume par un chassé-croisé où chacune leur tour les deux équipes sont passées devant au score. C'est sur la sirène de fin de match que Théo Attissogbé inscrit l'essai de la victoire (24 à 21).
Pour la 3e journée, la Section paloise se déplacent au NRCA Stadium d'Amsterdam pour y défier les Cheetahs. Les joueurs palois débutent fort le match avec deux essais par Jack Maddocks et Émilien Gailleton dans le premier quart d'heure. Puis, ils encaissent deux essais après la demi-heure de match par Munier Hartzenberg et Jeandré Rudolph. À la mi-temps, les Palois mènent 17 à 12. En seconde période, chaque équipe marque un essai, Louis van der Westhuizen (Cheetahs) et Dan Robson (Pau). Grâce aux 16 points au pied d'Axel Desperes, les Palois s'imposent 33 à 22 et remontent à la 4e place du groupe. Durant ce match, le jeune deuxième ligne australien Paulo Tauiliili-Pelesasa fait ses débuts professionnels.
Pour la 4e journée, les Palois reçoivent le Zebre Parma au stade du Hameau. Les Béarnais encaissent un essai très rapidement à la 9e minute par Andrea Zambonin. En plus de deux pénalités de Joe Simmonds, les Palois inscrivent deux essais par l'intermédiaire d'Aminiasi Tuimaba aux 33e et 37e minutes et virent en tête à la mi-temps, 18 à 7. La deuxième mi-temps est plutôt en faveur des Italiens qui marquent un essai par Simone Gesi (44e minute), puis par Gonzalo García (49e minute). À la 78e minute, Simone Gesi inscrit son deuxième essai de la rencontre et permet aux Italiens de revenir à un point des Palois, mais Gerónimo Prisciantelli rate la transformation et les Palois s'imposent 28 à 27, leur permettant de se qualifier pour les huitièmes de finale.

#### Phase finale
Pour les huitièmes de finale, la Section paloise reçoit la province irlandaise du Connacht au stade du Hameau. Les Palois réalisent une bonne première mi-temps grâce à deux essais de Sacha Zegueur et dix points au pied pour Joe Simmonds contre deux essais irlandais par Dave Heffernan et Cian Prendergast (non transformé). La Section mène 20 à 12 à la pause et a le match en main. À la reprise, Shayne Bolton inscrit un essai mais Siegfried Fisi'ihoi lui répond deux minutes plus tard. À la 52e minute, Simmonds inscrit un drop permettant ainsi aux Palois de mener 30 à 19. Caolin Blade inscrit un essai transformé par JJ Hanrahan à la 55e minute, ramenant le score à 30 à 26. Mais à la 63e minute, Jale Vatubua reçoit un carton jaune pour un choc tête contre tête. Dans la continuité du carton, Bundee Aki inscrit un essai transformé, permettant aux Irlandais de repasser devant, 30 à 33, à un quart d'heure de la fin du match. Enfin, juste avant la sirène, Prendergast inscrit son deuxième essai du match, concluant le match sur une défaite paloise 30 à 40.
La Section paloise est éliminée à ce stade la compétition.

## Transferts et prolongations

### Transfert avant la saison
Transferts d'avant saison de la Section paloise :

### Joker médical
- Simon-Pierre Chauvac rejoint le club le 29 janvier 2024 en tant que joker médical de Rémi Sénéca[38].

## Effectif professionnel
| Poste            | Nom                 | Âge               | Nat.                                           | Equipe nationale | Provenance            | Contrat | JIFF |
| ---------------- | ------------------- | ----------------- | ---------------------------------------------- | ---------------- | --------------------- | ------- | ---- |
| Pilier           | Ignacio Calles      | 24 octobre 1995   | Drapeau de l'Argentine                         | Argentine        | Liceo Naval           | 2025    | ✔️   |
| Pilier           | Nicolas Corato      | 7 octobre 1997    | Drapeau de la France                           | -                | FC Auch               | 2024    | ✔️   |
| Pilier           | Siegfried Fisi'ihoi | 8 juin 1987       | Drapeau des Tonga                              | Tonga            | Stade français        | 2024    | ❌   |
| Pilier           | Facundo Gigena      | 15 septembre 1994 | Drapeau de l'Argentine                         | Argentine        | London Irish          | 2024    | ❌   |
| Pilier           | Guram Papidze       | 19 mai 1997       | Drapeau de la Géorgie                          | Géorgie          | Stade rochelais       | 2025    | ✔️   |
| Pilier           | Rémi Sénéca         | 1er janvier 1995  | Drapeau de la France                           | -                | RC Vannes             | 2025    | ✔️   |
| Pilier           | Paul Tailhades      | 15 avril 1997     | Drapeau de la France                           | -                | US Montauban          | NC      | ✔️   |
| Pilier           | Siate Tokolahi      | 16 mars 1992      | Drapeau des Tonga                              | Tonga            | Highlanders           | 2024 +1 | ❌   |
| Talonneur        | Youri Delhommel     | 6 mars 1996       | Drapeau de la France                           | -                | Montpellier HR        | 2025    | ✔️   |
| Talonneur        | Lucas Rey           | 27 avril 1997     | Drapeau de la France                           | -                | Formé au club         | 2027    | ✔️   |
| Talonneur        | Romain Ruffenach    | 4 septembre 1994  | Drapeau de la France                           | -                | Biarritz olympique    | 2025    | ✔️   |
| Deuxième ligne   | Hugo Auradou        | 20 juillet 2003   | Drapeau de la France                           | France -20       | Stade montois         | 2027    | ✔️   |
| Deuxième ligne   | Mickaël Capelli     | 18 mars 1997      | Drapeau de la France                           | France -20       | Montpellier HR        | 2025    | ✔️   |
| Deuxième ligne   | Steven Cummins      | 23 mars 1992      | Drapeau de l'Australie                         | Australie -20    | Melbourne Rebels      | 2024    | ✔️   |
| Deuxième ligne   | Guillaume Ducat     | 25 mai 1996       | Drapeau de la France                           | France           | Aviron bayonnais      | 2024    | ✔️   |
| Deuxième ligne   | Fabrice Metz        | 23 janvier 1991   | Drapeau de la France                           | France           | Racing 92             | 2024    | ✔️   |
| Deuxième ligne   | Sam Whitelock       | 12 octobre 1988   | Drapeau de la Nouvelle-Zélande                 | Nouvelle-Zélande | Crusaders             | 2025    | ❌   |
| Troisième ligne  | Beka Gorgadze       | 8 février 1996    | Drapeau de la Géorgie                          | Géorgie          | Union Bordeaux Bègles | 2025    | ✔️   |
| Troisième ligne  | Thibaut Hamonou     | 10 mars 2000      | Drapeau de la France                           | France -20       | Stade toulousain      | 2025    | ✔️   |
| Troisième ligne  | Reece Hewat         | 25 septembre 1997 | Drapeau de l'Australie                         | Australie -20    | Stade aurillacois     | 2026    | ✔️   |
| Troisième ligne  | Martin Puech        | 14 décembre 1988  | Drapeau de la France                           | -                | Colomiers Rugby       | 2024    | ✔️   |
| Troisième ligne  | Lekima Tagitagivalu | 4 décembre 1995   | Drapeau des Fidji                              | Fidji            | Formé au club         | 2025    | ✔️   |
| Troisième ligne  | Mehdi Tlili         | 17 août 2004      | Drapeau de la France                           | -                | RC Massy              | NC      | ✔️   |
| Troisième ligne  | Luke Whitelock      | 29 janvier 1991   | Drapeau de la Nouvelle-Zélande                 | Nouvelle-Zélande | Highlanders           | 2024    | ❌   |
| Troisième ligne  | Sacha Zegueur       | 21 juin 1999      | Drapeau de la France                           | France -20       | Oyonnax Rugby         | 2027    | ✔️   |
| Demi de mêlée    | Thibault Daubagna   | 20 mai 1994       | Drapeau de la France                           | France -20       | Formé au club         | 2026    | ✔️   |
| Demi de mêlée    | Dan Robson          | 14 mars 1992      | Drapeau de l'Angleterre                        | Angleterre       | Wasps                 | 2025    | ❌   |
| Demi de mêlée    | Thomas Souverbie    | 28 juin 2004      | Drapeau de la France                           | France -20       | Avenir de Bizanos     | 2025    | ✔️   |
| Demi d'ouverture | Thibault Debaes     | 30 novembre 2001  | Drapeau de la France                           | France -20       | Formé au club         | 2024    | ✔️   |
| Demi d'ouverture | Axel Desperes       | 16 janvier 2004   | Drapeau de la France                           | France -20       | Nord Béarn XV         | 2026    | ✔️   |
| Demi d'ouverture | Clément Mondinat    | 29 octobre 2003   | Drapeau de la France                           | France -20       | Stado Tarbes PR       | 2027    | ✔️   |
| Demi d'ouverture | Joe Simmonds        | 19 décembre 1996  | Drapeau de l'Angleterre                        | Angleterre       | Exeter Chiefs         | 2025    | ❌   |
| Centre           | Nathan Decron       | 17 février 1998   | Drapeau de la France                           | France -20       | SU Agen               | 2024    | ✔️   |
| Centre           | Émilien Gailleton   | 13 juillet 2003   | Drapeau de la France                           | France           | SU Agen               | 2026    | ✔️   |
| Centre           | Tumua Manu          | 18 avril 1993     | Drapeau des Samoa                              | Samoa            | Chiefs                | 2024    | ❌   |
| Centre           | Eliott Roudil       | 30 octobre 1996   | Drapeau de la France                           | France -20       | Stade rochelais       | 2024    | ✔️   |
| Centre           | Jale Vatubua        | 30 août 1991      | Drapeau des Fidji                              | Fidji            | Southern Districts    | 2024 +1 | ❌   |
| Ailier           | Grégoire Arfeuil    | 5 décembre 2004   | Drapeau de la France                           | -                | US Lectoure           | NC      | ✔️   |
| Ailier           | Samuel Ezeala       | 12 décembre 1999  | Drapeau de l'Espagne                           | Espagne -20      | ASM Clermont          | 2024 +1 | ✔️   |
| Ailier           | Clément Laporte     | 7 janvier 1998    | Drapeau de la France                           | France -20       | Lyon OU               | 2025    | ✔️   |
| Ailier           | Ebenezer Tshimanga  | 7 février 2002    | Drapeau de la république démocratique du Congo | -                | Western Province      | NC      | ❌   |
| Ailier           | Aminiasi Tuimaba    | 26 mars 1995      | Drapeau des Fidji                              | Fidji            | Yasawa                | 2024    | ❌   |
| Arrière          | Théo Attissogbé     | 19 novembre 2004  | Drapeau de la France                           | France -20       | Stade montois         | NC      | ✔️   |
| Arrière          | Thomas Carol        | 17 janvier 2001   | Drapeau de la France                           | France à sept    | Stade rochelais       | 2024    | ✔️   |
| Arrière          | Mathias Colombet    | 1er mai 1997      | Drapeau de la France                           | France à sept    | Avenir aturin         | 2025    | ✔️   |
| Arrière          | Jack Maddocks       | 5 février 1997    | Drapeau de l'Australie                         | Australie        | Waratahs              | 2025    | ❌   |

### Encadrement technique 2023-2024
| Nom                                            | Poste                                                                     | Nationalité sportive |
| ---------------------------------------------- | ------------------------------------------------------------------------- | -------------------- |
| Sébastien Piqueronies                          | Manager sportif                                                           | France               |
| Thomas Choveau                                 | Entraîneur de la touche, des ballons portés et de la défense après touche | France               |
| Geoffrey Lanne-Petit                           | Entraîneur adjoint des trois-quarts                                       | France               |
| Thomas Domingo                                 | Entraîneur de la mêlée                                                    | France               |
| Antoine Nicoud                                 | Entraîneur de la défense et des transitions                               | France               |
| Andrew Jones                                   | Responsable analyse vidéo                                                 | Pays de Galles       |
| Paddy Sullivan                                 | Analyste vidéo et entraîneur du centre de formation                       | Irlande              |
| Gautier Pozo                                   | Team manager                                                              | France               |
| Ian Cleland                                    | Manager de la performance                                                 | Irlande              |
| Roxan Bernard Geoffrey Cottereau               | Préparateurs physique                                                     | France               |
| Philippe Pouget Christophe Roulet              | Médecins                                                                  | France               |
| Mathieu Vignera Adrian Roudiere Camille Mahieu | Kinésithérapeute                                                          | France               |
| Lucas Broto                                    | Directeur du centre de formation                                          | France               |
| Julien Ronchaud                                | Responsable sportif du centre de formation                                | France               |

### Joueurs prêtés
| Nom              | Poste            | Naissance        | Nationalité sportive | Sélections    | Club en prêt        |
| ---------------- | ---------------- | ---------------- | -------------------- | ------------- | ------------------- |
| Jimi Maximin     | Deuxième ligne   | 3 avril 1999     | France               | -20 ans       | Rouen NR            |
| Paul Tailhades   | Pilier           | 15 avril 1997    | France               | -             | Stade montois rugby |
| Arnaud Puyo      | Talonneur        | 25 avril 2003    | France               | -             | Stado Tarbes PR     |
| Mathias Colombet | Ailier           | 1er mai 1997     | France               | France à sept | Provence Rugby      |
| Thibault Debaes  | Demi d'ouverture | 30 novembre 2001 | France               | -20 ans       | RC Vannes           |

Paul Tailhades est prêté au Stade montois rugby jusqu'au 20 octobre 2023. Il fait son retour à Pau le 24 octobre.
Arnaud Puyo est prêté au Stado Tarbes PR pour un mois à compter du 2 octobre.
Thibault Debaes est prêté au RC Vannes à partir de février 2024 jusqu'à la fin de la saison. Il revient au club le 18 février. Il retourne à Vannes le 4 mars.

### Capitaine

#### En Top 14
- 1re journée :  Luke Whitelock
- 2e journée :  Luke Whitelock
- 3e journée :  Luke Whitelock
- 4e journée :  Luke Whitelock
- 5e journée :  Luke Whitelock
- 6e journée :  Luke Whitelock
- 7e journée :  Lucas Rey
- 8e journée :  Luke Whitelock
- 9e journée :  Beka Gorgadze
- 10e journée :  Luke Whitelock
- 11e journée :  Luke Whitelock
- 12e journée :  Luke Whitelock
- 13e journée :  Luke Whitelock
- 14e journée :  Luke Whitelock
- 15e journée :  Luke Whitelock
- 16e journée :  Luke Whitelock
- 17e journée :  Martin Puech
- 18e journée :  Luke Whitelock
- 19e journée :  Luke Whitelock
- 20e journée :  Luke Whitelock
- 21e journée :  Luke Whitelock
- 22e journée :  Luke Whitelock
- 23e journée :  Thibault Daubagna
- 24e journée :  Thibault Daubagna
- 25e journée :  Luke Whitelock
- 26e journée :  Thibault Daubagna

#### En Challenge Cup
- 1re journée :  Martin Puech
- 2e journée :  Martin Puech
- 3e journée :  Martin Puech
- 4e journée :  Martin Puech
- 5e journée :  Martin Puech

### Débuts professionnels
| Nom                      | Poste           | Date             | Adversaire     | Stade              | Âge    | Compétition   | Matchs (points) |
| ------------------------ | --------------- | ---------------- | -------------- | ------------------ | ------ | ------------- | --------------- |
| Josselin Bouhier         | Troisième ligne | 9 décembre 2023  | Sharks         | Kings Park Stadium | 20 ans | Challenge Cup | 2 (0)           |
| Thomas Souverbie         | Demi de mêlée   | 9 décembre 2023  | Sharks         | Kings Park Stadium | 19 ans | Challenge Cup | 4 (0)           |
| Victor Templier          | Deuxième ligne  | 16 décembre 2023 | Dragons RFC    | Stade du Hameau    | 20 ans | Challenge Cup | 1 (0)           |
| Paulo Tauiliili-Pelesasa | Deuxième ligne  | 14 janvier 2024  | Cheetahs       | NRCA Stadium       | 18 ans | Challenge Cup | 2 (0)           |
| Hugo Parrou              | Pilier          | 27 janvier 2024  | Montpellier HR | GGL Stadium        | 21 ans | Top 14        | 8 (0)           |

## Calendrier

### Préparation
Le résultat des matchs de préparation contre l'Aviron bayonnais et le Castres olympique,, :
| Samedi 5 août 2023 | Aviron bayonnais | 33 - 26 (26 - 7) | Section paloise | Stade Antoine-Béguère, Lourdes |
| Samedi 5 août 2023 | Essai(s) : Rasaku (7e, 22e, 33e), Lestrade (35e), Tatafu (80e) Transformation(s) : Lopez (8e, 22e), Machenaud (33e), Dolhagaray (80e) Carton(s) jaune(s) : Baget (75e) |                  | Essai(s) : Capelli (28e), Simmonds (50e), Colombet (66e), L.Whitelock (75e) Transformation(s) : Daubagna (28e), Simmonds (50e, 66e) Carton(s) jaune(s) : Colombet (75e) | Stade Antoine-Béguère, Lourdes |
| Samedi 5 août 2023 | |                  | | Stade Antoine-Béguère, Lourdes |

| Vendredi 11 août 2023 | Castres olympique                                                          | 32 - 21 (17 - 14) | Section paloise | Lacaune Arbitre : Ludovic Cayre |
| Vendredi 11 août 2023 | Essai(s) : Doubrère (7e), Babillot (23e), Barlot (43e), Waqaninavatu (73e) |                   | Essai(s) : Corato (3e), Hewat (24e), Desperes (60e) Transformation(s) : Simmonds (4e, 25e, 60e) Carton(s) jaune(s) : Puech (52e) | Lacaune Arbitre : Ludovic Cayre |
| Vendredi 11 août 2023 |                                                                            |                   | | Lacaune Arbitre : Ludovic Cayre |

### Top 14

#### Calendrier
| Date du match    | Domicile              | Extérieur             | Score   | Lieu du match             | Catégorie             | Classement |
| ---------------- | --------------------- | --------------------- | ------- | ------------------------- | --------------------- | ---------- |
| 19 août 2023     | Castres olympique     | Section paloise       | 24 - 23 | Stade Pierre-Fabre        | 1re journée de Top 14 | 8e         |
| 26 août 2023     | Section paloise       | Racing 92             | 19 - 17 | Stade du Hameau           | 2e journée de Top 14  | 6e         |
| 2 septembre 2023 | Section paloise       | Lyon OU               | 40 - 10 | Stade du Hameau           | 3e journée de Top 14  | 4e         |
| 29 octobre 2023  | USA Perpignan         | Section paloise       | 24 - 39 | Stade Aimé-Giral          | 4e journée de Top 14  | 1er        |
| 5 novembre 2023  | Section paloise       | Stade toulousain      | 13 - 9  | Stade du Hameau           | 5e journée de Top 14  | 1er        |
| 11 novembre 2023 | Section paloise       | Union Bordeaux Bègles | 20 - 11 | Stade du Hameau           | 6e journée de Top 14  | 2e         |
| 18 novembre 2023 | Aviron bayonnais      | Section paloise       | 35 - 16 | Stade Jean-Dauger         | 7e journée de Top 14  | 4e         |
| 25 novembre 2023 | Section paloise       | Stade français Paris  | 30 - 6  | Stade du Hameau           | 8e journée de Top 14  | 2e         |
| 2 décembre 2023  | RC Toulon             | Section paloise       | 36 - 13 | Stade Mayol               | 9e journée de Top 14  | 4e         |
| 23 décembre 2023 | Section paloise       | ASM Clermont          | 22 - 11 | Stade du Hameau           | 10e journée de Top 14 | 2e         |
| 29 décembre 2023 | Oyonnax Rugby         | Section paloise       | 34 - 13 | Stade Charles-Mathon      | 11e journée de Top 14 | 4e         |
| 6 janvier 2024   | Section paloise       | Stade rochelais       | 20 - 29 | Stade du Hameau           | 12e journée de Top 14 | 6e         |
| 27 janvier 2024  | Montpellier HR        | Section paloise       | 22 - 17 | GGL Stadium               | 13e journée de Top 14 | 6e         |
| 3 février 2024   | Section paloise       | Castres olympique     | 33 - 44 | Stade du Hameau           | 14e journée de Top 14 | 9e         |
| 17 février 2024  | Union Bordeaux Bègles | Section paloise       | 10 - 20 | Stade Chaban-Delmas       | 15e journée de Top 14 | 7e         |
| 24 février 2024  | Section paloise       | RC Toulon             | 17 - 9  | Stade du Hameau           | 16e journée de Top 14 | 5e         |
| 2 mars 2024      | Stade français Paris  | Section paloise       | 25 - 12 | Stade Jean-Bouin          | 17e journée de Top 14 | 8e         |
| 9 mars 2024      | Section paloise       | Aviron bayonnais      | 42 - 40 | Stade du Hameau           | 18e journée de Top 14 | 7e         |
| 23 mars 2024     | ASM Clermont          | Section paloise       | 31 - 28 | Stade Marcel-Michelin     | 19e journée de Top 14 | 8e         |
| 30 mars 2024     | Stade toulousain      | Section paloise       | 31 - 29 | Stade Ernest-Wallon       | 20e journée de Top 14 | 7e         |
| 20 avril 2024    | Section paloise       | Montpellier HR        | 31 - 23 | Stade du Hameau           | 21e journée de Top 14 | 7e         |
| 27 avril 2024    | Lyon OU               | Section paloise       | 38 - 20 | Stade de Gerland          | 22e journée de Top 14 | 9e         |
| 11 mai 2024      | Section paloise       | Oyonnax Rugby         | 39 - 17 | Stade du Hameau           | 23e journée de Top 14 | 7e         |
| 18 mai 2024      | Stade rochelais       | Section paloise       | 25 - 23 | Stade Marcel-Deflandre    | 24e journée de Top 14 | 7e         |
| 1er juin 2024    | Racing 92             | Section paloise       | 24 - 15 | Stade de l'Abbé-Deschamps | 25e journée de Top 14 | 10e        |
| 8 juin 2024      | Section paloise       | USA Perpignan         | 36 - 24 | Stade du Hameau           | 26e journée de Top 14 | 9e         |

#### Classement
| Rang | Club                  | J  | V  | N | D  | Em  | Ee | Bo | Bd | Pm  | Pe  | Diff | Pts |
| ---- | --------------------- | -- | -- | - | -- | --- | -- | -- | -- | --- | --- | ---- | --- |
| 1    | Stade toulousain T C1 | 26 | 16 | 1 | 9  | 103 | 72 | 7  | 3  | 765 | 592 | +173 | 76  |
| 2    | Stade français Paris  | 26 | 17 | 1 | 8  | 57  | 49 | 4  | 1  | 539 | 511 | +28  | 75  |
| 3    | Union Bordeaux Bègles | 26 | 15 | 0 | 11 | 80  | 65 | 5  | 4  | 677 | 558 | +119 | 69  |
| 4    | RC Toulon             | 26 | 15 | 0 | 11 | 72  | 58 | 5  | 4  | 704 | 519 | +185 | 69  |
| 5    | Stade rochelais       | 26 | 13 | 1 | 12 | 69  | 49 | 5  | 7  | 595 | 496 | +99  | 66  |
| 6    | Racing 92             | 26 | 13 | 0 | 13 | 79  | 56 | 5  | 5  | 622 | 546 | +76  | 62  |
| 7    | Castres olympique     | 26 | 13 | 0 | 13 | 69  | 77 | 4  | 6  | 643 | 642 | +1   | 62  |
| 8    | ASM Clermont          | 26 | 12 | 2 | 12 | 73  | 77 | 6  | 3  | 621 | 671 | -50  | 61  |
| 9    | Section paloise       | 26 | 13 | 0 | 13 | 70  | 76 | 3  | 5  | 630 | 609 | +21  | 60  |
| 10   | USA Perpignan         | 26 | 13 | 0 | 13 | 80  | 85 | 5  | 1  | 634 | 701 | -67  | 58  |
| 11   | Lyon OU               | 26 | 12 | 0 | 14 | 72  | 90 | 5  | 2  | 630 | 754 | -124 | 55  |
| 12   | Aviron bayonnais      | 26 | 11 | 0 | 15 | 64  | 75 | 2  | 6  | 572 | 669 | -97  | 52  |
| 13   | Montpellier HR        | 26 | 9  | 0 | 17 | 60  | 79 | 1  | 7  | 542 | 655 | -113 | 44  |
| 14   | Oyonnax Rugby P       | 26 | 7  | 1 | 18 | 58  | 99 | 0  | 4  | 539 | 790 | -251 | 34  |

Phase finale
- 1er et 2e : demi-finales
- 3e à 6e : barrages

Relégation en Pro D2 2024-2025
- 13e : match d'accession
- 14e : relégation

Compétitions européennes 2024-2025
- 1er à 6e : phase de poule en Champions Cup
- 7e à 12e : phase de poule en Challenge Cup

Abréviations
- T : Tenant du titre
- P : Promu de Pro D2
- C1 : Vainqueur de la Champions Cup 2023-2024
- C2 : Vainqueur de la Challenge Cup 2023-2024

### Challenge Cup

#### Phase de poule

##### Calendrier
Le calendrier des matchs de Challenge Cup de la Section paloise est le suivant :
| Date du match    | Domicile        | Extérieur       | Score   | Lieu du match      | Catégorie                       | Classement (pts) |
| ---------------- | --------------- | --------------- | ------- | ------------------ | ------------------------------- | ---------------- |
| 9 décembre 2023  | Sharks          | Section paloise | 45 - 5  | Kings Park Stadium | 1re journée de la Challenge Cup | 6e (0 pts)       |
| 16 décembre 2023 | Section paloise | Dragons RFC     | 24 - 21 | Stade du Hameau    | 2e journée de la Challenge Cup  | 5e (4 pts)       |
| 14 janvier 2024  | Cheetahs        | Section paloise | 20 - 33 | NRCA Stadium       | 3e journée de la Challenge Cup  | 4e (8 pts)       |
| 20 janvier 2024  | Section paloise | Zebre Parma     | 28 - 27 | Stade du Hameau    | 4e journée de la Challenge Cup  | 2e (12pts)       |

##### Matchs de la phase de poule
| J1 Samedi 9 décembre 2023 16 h 15 | (bo) Sharks | 45 - 5 (24 - 5) | Section paloise                                               | Kings Park Stadium, Durban 11 724 spectateurs Arbitre : Gianluca Gnecchi (en) |
| J1 Samedi 9 décembre 2023 16 h 15 | Essai(s) : 6 Am (8e, 24e), Etzebeth (40e, 46e), Potgieter (en) (41e), Mapimpi (49e) Transformation(s) : 6 Bosch (9e, 25e, 40e+1, 42e, 47e, 51e) Pénalité(s) : 1 Bosch (31e) | Rapport         | Essai(s) : 1 Arfeuil (14e) Carton(s) jaune(s) : 1 Tlili (44e) | Kings Park Stadium, Durban 11 724 spectateurs Arbitre : Gianluca Gnecchi (en) |
| J1 Samedi 9 décembre 2023 16 h 15 | | Rapport         |                                                               | Kings Park Stadium, Durban 11 724 spectateurs Arbitre : Gianluca Gnecchi (en) |

| J2 Samedi 16 décembre 2023 18 h 30 | Section paloise | 24 - 21 (14 - 11) | Dragons RFC (bd) | Stade du Hameau, Pau 5 348 spectateurs Arbitre : Federico Vedovelli |
| J2 Samedi 16 décembre 2023 18 h 30 | Essai(s) : 3 Ruffenach (27e), Hamonou (40e), Attissgobé (80e) Transformation(s) : 3 Desperes (28e, 40e+1, 80e+1) Pénalité(s) : 1 Desperes (55e) | Rapport           | Essai(s) : 2 Benjamin (en) (28e), Young (en) (69e) Transformation(s) : 1 Evans (71e) Pénalité(s) : 3 Evans (21e, 25e, 49e) | Stade du Hameau, Pau 5 348 spectateurs Arbitre : Federico Vedovelli |
| J2 Samedi 16 décembre 2023 18 h 30 | | Rapport           | | Stade du Hameau, Pau 5 348 spectateurs Arbitre : Federico Vedovelli |

| J3 Dimanche 14 janvier 2024 14 h | Cheetahs | 20 - 33 (12 - 17) | Section paloise | NRCA Stadium, Amsterdam 4 500 spectateurs Arbitre : Hollie Davidson |
| J3 Dimanche 14 janvier 2024 14 h | Essai(s) : 3 Hartzenberg (en) (30e), Rudolph (en) (38e), van der Westhuizen (57e) Transformation(s) : 1 Pienaar (38e) Pénalité(s) : 1 Pienaar (71e) Carton(s) jaune(s) : 1 Bernardo (en) (66e) | Rapport           | Essai(s) : 3 Maddocks (10e), Gailleton (13e), Robson (74e) Transformation(s) : 3 Desperes (11e, 14e), Debaes (75e) Pénalité(s) : 4 Desperes (35e, 44e, 63e, 68e) Carton(s) jaune(s) : 2 Ruffenach (38e), Tuimaba (56e) | NRCA Stadium, Amsterdam 4 500 spectateurs Arbitre : Hollie Davidson |
| J3 Dimanche 14 janvier 2024 14 h | | Rapport           | | NRCA Stadium, Amsterdam 4 500 spectateurs Arbitre : Hollie Davidson |

| J4 Samedi 20 janvier 2024 14 h | Section paloise | 28 - 27 (18 - 7) | Zebre Parma (bo, bd) | Stade du Hameau, Pau 5 612 spectateurs Arbitre : Ben Whitehouse (en) |
| J4 Samedi 20 janvier 2024 14 h | Essai(s) : 3 Tuimaba (32e, 36e), Simmonds (55e) Transformation(s) : 2 Simmonds (33e, 56e) Pénalité(s) : 3 Simmonds (1re, 15e, 68e) | Rapport          | Essai(s) : 4 Zambonin (en) (8e), Gesi (42e, 77e), García (49e) Transformation(s) : 2 Montemauri (8e, 44e) Pénalité(s) : 1 Prisciantelli (en) (73e) | Stade du Hameau, Pau 5 612 spectateurs Arbitre : Ben Whitehouse (en) |
| J4 Samedi 20 janvier 2024 14 h | | Rapport          | | Stade du Hameau, Pau 5 612 spectateurs Arbitre : Ben Whitehouse (en) |

Légende des classements
- Qualification en huitième de finale

#### Classement
| Rang | Club            | J | V | N | D | Bo | Bd | Pm  | Pe  | Diff | Pts |
| ---- | --------------- | - | - | - | - | -- | -- | --- | --- | ---- | --- |
| 1    | Sharks          | 4 | 3 | 0 | 1 | 4  | 1  | 141 | 53  | +88  | 17  |
| 2    | Section paloise | 4 | 3 | 0 | 1 | 0  | 0  | 90  | 113 | -23  | 12  |
| 3    | Cheetahs        | 4 | 2 | 0 | 2 | 2  | 1  | 112 | 105 | +7   | 11  |
| 4    | Zebre Parma     | 4 | 2 | 0 | 2 | 1  | 1  | 83  | 92  | -9   | 10  |
| 5    | Dragons         | 4 | 1 | 0 | 3 | 1  | 2  | 71  | 80  | -9   | 7   |
| 6    | Oyonnax Rugby   | 4 | 1 | 0 | 3 | 1  | 1  | 56  | 110 | -54  | 6   |

#### Phase finale
| 8e de finale Dimanche 7 avril 2024 18 h 30 | Section paloise | 30 - 40 (20 - 12) | Connacht | Stade du Hameau, Pau 6 488 spectateurs Arbitre : Andrea Piardi |
| 8e de finale Dimanche 7 avril 2024 18 h 30 | Essai(s) : 3 Zegueur (9e, 38e), Fisi'ihoi (46e) Transformation(s) : 3 Simmonds (9e, 39e, 47e) Pénalité(s) : 2 Simmonds (25e, 36e) Drop(s) : 1 Simmonds (51e) Carton(s) jaune(s) : 1 Vatubua (62e) | Rapport           | Essai(s) : 6 Heffernan (4e), Prendergast (14e, 78e), Bolton (44e), Blade (54e), Aki (64e) Transformation(s) : 5 Carty (6e, 45e), Hanrahan (55e, 65e, 80e) | Stade du Hameau, Pau 6 488 spectateurs Arbitre : Andrea Piardi |
| 8e de finale Dimanche 7 avril 2024 18 h 30 | | Rapport           | | Stade du Hameau, Pau 6 488 spectateurs Arbitre : Andrea Piardi |

## Statistiques

### En Top 14

#### Meilleurs réalisateurs
| Rang | Joueur              | Poste            | Points | Essais | Transf. | Pén. | Drops |
| ---- | ------------------- | ---------------- | ------ | ------ | ------- | ---- | ----- |
| 1    | Joe Simmonds        | Demi d'ouverture | 230    | 1      | 42      | 47   | -     |
| 2    | Samuel Ezeala       | Ailier           | 45     | 9      | -       | -    | -     |
| -    | Jack Maddocks       | Arrière          | 45     | 9      | -       | -    | -     |
| 4    | Thibault Daubagna   | Demi de mêlée    | 38     | 3      | 7       | 3    | -     |
| 5    | Théo Attissogbé     | Ailier           | 30     | 6      | -       | -    | -     |
| -    | Émilien Gailleton   | Centre           | 30     | 6      | -       | -    | -     |
| 7    | Axel Desperes       | Demi d'ouverture | 21     | 3      | -       | 2    | -     |
| 8    | Luke Whitelock      | Troisième ligne  | 15     | 3      | -       | -    | -     |
| -    | Beka Gorgadze       | Troisième ligne  | 15     | 3      | -       | -    | -     |
| 10   | Sacha Zegueur       | Troisième ligne  | 10     | 2      | -       | -    | -     |
| -    | Dan Robson          | Demi de mêlée    | 10     | 2      | -       | -    | -     |
| -    | Youri Delhommel     | Talonneur        | 10     | 2      | -       | -    | -     |
| -    | Nathan Decron       | Centre           | 10     | 2      | -       | -    | -     |
| -    | Sam Whitelock       | Deuxième ligne   | 10     | 2      | -       | -    | -     |
| 15   | Thibault Debaes     | Demi d'ouverture | 9      | -      | -       | 3    | -     |
| 16   | Clément Laporte     | Ailier           | 5      | 1      | -       | -    | -     |
| -    | Reece Hewat         | Troisième ligne  | 5      | 1      | -       | -    | -     |
| -    | Facundo Gigena      | Pilier           | 5      | 1      | -       | -    | -     |
| -    | Mickaël Capelli     | Deuxième ligne   | 5      | 1      | -       | -    | -     |
| -    | Siegfried Fisi'ihoi | Pilier           | 5      | 1      | -       | -    | -     |
| -    | Aminiasi Tuimaba    | Ailier           | 5      | 1      | -       | -    | -     |
| -    | Mehdi Tlili         | Troisième ligne  | 5      | 1      | -       | -    | -     |
| -    | Eliott Roudil       | Centre           | 5      | 1      | -       | -    | -     |
| -    | Lucas Rey           | Talonneur        | 5      | 1      | -       | -    | -     |
| -    | Siate Tokolahi      | Pilier           | 5      | 1      | -       | -    | -     |
| -    | Thibaut Hamonou     | Troisième ligne  | 5      | 1      | -       | -    | -     |

#### Meilleurs marqueurs
| Rang | Joueur              | Poste            | Essais |
| ---- | ------------------- | ---------------- | ------ |
| 1    | Samuel Ezeala       | Ailier           | 9      |
| 2    | Jack Maddocks       | Arrière          | 9      |
| 3    | Théo Attissogbé     | Ailier           | 6      |
| -    | Émilien Gailleton   | Centre           | 6      |
| 5    | Luke Whitelock      | Troisième ligne  | 3      |
| -    | Beka Gorgadze       | Troisième ligne  | 3      |
| -    | Thibault Daubagna   | Demi de mêlée    | 3      |
| -    | Axel Desperes       | Demi d'ouverture | 3      |
| 9    | Sacha Zegueur       | Troisième ligne  | 2      |
| -    | Dan Robson          | Demi de mêlée    | 2      |
| -    | Youri Delhommel     | Talonneur        | 2      |
| -    | Nathan Decron       | Centre           | 2      |
| -    | Sam Whitelock       | Deuxième ligne   | 2      |
| 14   | Clément Laporte     | Ailier           | 1      |
| -    | Reece Hewat         | Troisième ligne  | 1      |
| -    | Facundo Gigena      | Pilier           | 1      |
| -    | Mickaël Capelli     | Deuxième ligne   | 1      |
| -    | Siegfried Fisi'ihoi | Pilier           | 1      |
| -    | Joe Simmonds        | Demi d'ouverture | 1      |
| -    | Aminiasi Tuimaba    | Ailier           | 1      |
| -    | Mehdi Tlili         | Troisième ligne  | 1      |
| -    | Eliott Roudil       | Centre           | 1      |
| -    | Lucas Rey           | Talonneur        | 1      |
| -    | Siate Tokolahi      | Pilier           | 1      |
| -    | Thibaut Hamonou     | Troisième ligne  | 1      |

### En Challenge Cup

#### Meilleurs réalisateurs
| Rang | Joueur              | Poste            | Points | Essais | Transf. | Pén. | Drops |
| ---- | ------------------- | ---------------- | ------ | ------ | ------- | ---- | ----- |
| 1    | Joe Simmonds        | Demi d'ouverture | 33     | 1      | 5       | 5    | 1     |
| 2    | Axel Desperes       | Arrière          | 25     | -      | 5       | 5    | -     |
| 3    | Aminiasi Tuimaba    | Ailier           | 10     | 2      | -       | -    | -     |
| -    | Sacha Zegueur       | Troisième ligne  | 10     | 2      | -       | -    | -     |
| 4    | Grégoire Arfeuil    | Ailier           | 5      | 1      | -       | -    | -     |
| -    | Romain Ruffenach    | Talonneur        | 5      | 1      | -       | -    | -     |
| -    | Thibaut Hamonou     | Troisième ligne  | 5      | 1      | -       | -    | -     |
| -    | Théo Attissogbé     | Ailier           | 5      | 1      | -       | -    | -     |
| -    | Jack Maddocks       | Arrière          | 5      | 1      | -       | -    | -     |
| -    | Emilien Gailleton   | Centre           | 5      | 1      | -       | -    | -     |
| -    | Dan Robson          | Demi de mêlée    | 5      | 1      | -       | -    | -     |
| -    | Siegfried Fisi'ihoi | Pilier           | 5      | 1      | -       | -    | -     |
| 11   | Thibault Debaes     | Demi d'ouverture | 2      | -      | 1       | -    | -     |

#### Meilleurs marqueurs
| Rang | Joueur              | Poste            | Essais |
| ---- | ------------------- | ---------------- | ------ |
| 1    | Aminiasi Tuimaba    | Ailier           | 2      |
| -    | Sacha Zegueur       | Troisième ligne  | 2      |
| 3    | Grégoire Arfeuil    | Ailier           | 1      |
| -    | Romain Ruffenach    | Talonneur        | 1      |
| -    | Thibaut Hamonou     | Troisième ligne  | 1      |
| -    | Théo Attissogbé     | Ailier           | 1      |
| -    | Jack Maddocks       | Arrière          | 1      |
| -    | Emilien Gailleton   | Centre           | 1      |
| -    | Dan Robson          | Demi de mêlée    | 1      |
| -    | Joe Simmonds        | Demi d'ouverture | 1      |
| -    | Siegfried Fisi'ihoi | Pilier           | 1      |

## Sélections internationales

### Coupe du monde 2023
- Émilien Gailleton convoqué avec le XV de France pour préparer la Coupe du monde 2023[49]. Non convoqué pour la phase finale.
- Lekima Tagitagivalu sélectionné avec les Fidji pour la phase finale de la Coupe du monde 2023[50].
- Tumua Manu sélectionné avec les Samoa pour la phase finale de la Coupe du monde 2023[51].
- Siegfried Fisi'ihoi sélectionné avec les Tonga pour la phase finale de la Coupe du monde 2023[52].
- Guram Papidze et Beka Gorgadze sélectionnés avec la Géorgie pour la phase finale de la Coupe du monde 2023[53].

## Supersevens
La saison 2023 du Supersevens se déroule au mois de septembre 2023, avec la finale le 22 octobre 2023.

### Étape de Clermont-Ferrand
La première étape se déroule à partir du vendredi 15 septembre 2023 au Stade Marcel-Michelin de Clermont-Ferrand.
Pour cette première étape, Geoffrey Lanne-Petit convoque :
- Josselin Bouhier
- Mathias Colombet
- Fabien Brau-Boirie
- Thomas Carol
- Thibault Debaes
- Axel Desperes
- Grégoire Arfeuil
- Ebenezer Tshimanga
- Thibaut Hamonou
- Thomas Souverbie
- Thibaut Carrié
- Clément Mondinat
- Benjamin Dufourcq
- Aminiasi Tuimaba
- Adrian Mitu

Pour leur premier match, alors qu'ils mènent 19 à 0 face au Racing 92 sevens, les Palois voient leurs adversaires faire une remontée folle pour finalement s'imposer 19 à 22. Les Palois sont éliminés du tableau principal dès le premier match. Pour le match de classement, la Section paloise sevens s'impose 29 à 12 face au Castres olympique sevens et termine à la 10e place du tournoi.

### Étape de Lyon
La deuxième étape se déroule à partir du vendredi 22 septembre 2023 au Matmut Stadium à Lyon.
Pour cette deuxième étape, Geoffrey Lanne-Petit convoque :
- Josselin Bouhier
- Mathias Colombet
- Fabien Brau-Boirie
- Thomas Carol
- Thibault Debaes
- Axel Desperes
- Grégoire Arfeuil
- Ebenezer Tshimanga
- Thibaut Hamonou
- Thomas Souverbie
- Thibaut Carrié
- Théo Attissogbé
- Aminiasi Tuimaba
- Adrian Mitu

Lors de cette deuxième étape, les Palois s'imposent en huitième de finale face à l'ASM Clermont sevens (28 à 17), puis en quart de finale face à l'Union Bordeaux Bègles Sevens (56 à 5) et enfin en demi-finale face à l'Aviron bayonnais sevens (45 à 7). En finale, les Palois retrouvent Monaco Rugby Sevens. Ils passent par toutes les émotions en menant d'abord 12 à 7, puis en étant menés 12 à 26 avant de remporter le match, et donc l'étape de Lyon, 32 à 26.
À l'issue de cette étape, la Section paloise sevens occupe la 4e place du classement général.

### Étape de Pau
La troisième étape se déroule à partir du vendredi 29 septembre 2023 au Stade du Hameau à Pau.
Pour cette troisième étape, Geoffrey Lanne-Petit convoque:
- Josselin Bouhier
- Mathias Colombet
- Fabien Brau-Boirie
- Thomas Carol
- Thibault Debaes
- Axel Desperes
- Grégoire Arfeuil
- Ebenezer Tshimanga
- Thibaut Hamonou
- Thomas Souverbie
- Thibaut Carrié
- Théo Attissogbé
- Toshi Butlin
- Aminiasi Tuimaba
- Adrian Mitu

En huitième de finale, la Section paloise sevens s'impose 15 à 12 face au Stade toulousain sevens. En quart de finale, Pau s'impose 42 à 12 face à Montpellier sevens. En demi-finale, victoire 22 à 21 face à Monaco Rugby Sevens. Enfin, en finale, les Palois s'imposent facilement 42 à 7 face à l'UBB sevens et remportent l'étape paloise.
La Section paloise sevens termine deuxième du classement final et se qualifie pour la finale.

### Classement
| Classement général | Classement général    | Classement général | Classement général | Classement général | Classement général |
| Rang               | Équipes               | Clermont-Ferrand   | Lyon               | Pau                | Total points       |
| ------------------ | --------------------- | ------------------ | ------------------ | ------------------ | ------------------ |
| 1                  | Monaco Rugby Sevens T | 18                 | 18                 | 16                 | 52                 |
| 2                  | Section paloise       | 7                  | 20                 | 20                 | 47                 |
| 3                  | Union Bordeaux Bègles | 20                 | 9                  | 18                 | 47                 |
| 4                  | Barbarians français   | 9                  | 12                 | 14                 | 35                 |
| 5                  | Racing 92             | 12                 | 16                 | 6                  | 34                 |
| 6                  | ASM Clermont          | 16                 | 2                  | 12                 | 30                 |
| 7                  | Aviron bayonnais      | 4                  | 14                 | 10                 | 28                 |
| 8                  | Stade français Paris  | 11                 | 8                  | 8                  | 27                 |
| 9                  | Lyon OU               | 5                  | 11                 | 11                 | 27                 |
| 10                 | Stade toulousain      | 14                 | 6                  | 7                  | 27                 |
| 11                 | Stade rochelais       | 10                 | 10                 | 5                  | 25                 |
| 12                 | Montpellier HR        | 8                  | 7                  | 9                  | 24                 |
| 13                 | USA Perpignan         | 6                  | 3                  | 3                  | 12                 |
| 14                 | RC Toulon             | 3                  | 5                  | 4                  | 12                 |
| 15                 | Castres olympique     | 2                  | 4                  | 1                  | 7                  |
| 16                 | Oyonnax Rugby         | 1                  | 1                  | 2                  | 4                  |

- Qualifié pour l'étape finale
- T : Tenant du titre
- en gras : vainqueurs d’un tournoi et directement qualifiées pour la finale

### Finale à la Paris La Défense Arena
La finale se déroule le dimanche 22 octobre 2023 à la Paris La Défense Arena de Nanterre.
Pour la finale, Geoffrey Lanne-Petit convoque:
- Josselin Bouhier
- Mathias Colombet
- Fabien Brau-Boirie
- Thomas Carol
- Thibault Debaes
- Grégoire Arfeuil
- Ebenezer Tshimanga
- Thibaut Hamonou
- Thibaut Carrié
- Théo Attissogbé
- Toshi Butlin
- Aminiasi Tuimaba
- Clément Mondinat

Pour son premier match, la Section paloise sevens s'impose 14 à 12 face à l'Aviron bayonnais sevens. En demi-finale, les palois s'imposent 21 à 19 face à l'ASM Clermont sevens et retrouvent en finale les Barbarians français. Les joueurs de la Section paloise s'inclinent en finale sur le score de 14 à 17 et terminent deuxième de cette édition du Supersevens.